# Le Voyage de Morvern Callar
Pour plus de détails, voir Fiche technique et Distribution.
Le Voyage de Morvern Callar (Morvern Callar) est un film britannico-canadien de la réalisatrice Lynne Ramsay sorti en 2002. Il est sélectionné à la Quinzaine des réalisateurs au Festival de Cannes 2002. C'est l'adaptation du roman d'Alan Warner Morvern Callar publié en 1995.

## Synopsis
Morvern Callar est une jeune femme de 21 ans. Elle habite un petit port sur la côte ouest de l'Écosse, et travaille dans un supermarché. Elle vit en considérant qu'il faut se débrouiller avec ce qu'on a, et accepter ce qui vous tombe dessus.
Un matin, elle découvre la mort de son compagnon, qui gît sur le carrelage de la cuisine. Il s'est suicidé, non sans lui avoir laissé un message sur l'ordinateur et sa carte de crédit. Et aussi, sur une disquette, le roman inédit qu'il venait d'achever...

## Fiche technique
- Titre : Le Voyage de Morvern Callar
- Titre original : Morvern Callar
- Réalisation : Lynne Ramsay
- Scénario : Lynne Ramsay et Liana Dognini d'après Alan Warner
- Pays d'origine :  Royaume-Uni,  Canada
- Format : Couleurs - 1,85:1 - Dolby Digital - 35 mm
- Durée : 97 min
- Dates de sortie :
  -  France : 19 mai 2002 (Quinzaine des réalisateurs au Festival de Cannes 2002), 5 mars 2003 (sortie nationale)
  -  Royaume-Uni : 1er novembre 2002

## Distribution
- Samantha Morton (VQ : Julie Burroughs) : Morvern Callar
- Kathleen McDermott (VQ : Viviane Pacal) : Lanna
- Linda McGuire : Vanessa
- Dan Cadan : Dazzer
- Ruby Milton : Couris Jean
- Dolly Wells (VQ : Julie Saint-Pierre) : Susan
- Jim Wilson (VQ : Benoit Éthier) : Tom Boddington

## Musique
1. Can - I Want More
2. Aphex Twin - Goon Gumpas
3. Boards Of Canada - Everything You Do Is A Balloon
4. Can - Spoon
5. Stereolab - Blue Milk (Edit)
6. The Velvet Underground - I'm Sticking With You
7. Broadcast - You Can Fall
8. Gamelan - Drumming
9. Holger Czukay - Cool In The Pool
10. Lee Scratch Perry - Hold Of Death
11. Nancy Sinatra and Lee Hazlewood - Some Velvet Morning
12. Ween - Japanese Cowboy
13. Holger Czukay - Fragrance
14. Aphex Twin - Nannou
15. Taraf de Haïdouks - Cînd eram la '48

## Sortie

### Accueil critique
En France, le site Allociné recense une moyenne des critiques presse de 3,5/5, et des critiques spectateurs à 2,9/5. 